# Hoplia shirozui
Hoplia shirozui är en skalbaggsart som beskrevs av Kobayashi 1990. Hoplia shirozui ingår i släktet Hoplia och familjen Melolonthidae. Inga underarter finns listade i Catalogue of Life.